# Platýs bradavičnatý
Platýs bradavičnatý (Platichthys flesus), jinak flundra obecná je druh původní evropské mořské ryby ze skupiny platýsů. Je to ryba komerčně lovená, poměrně častá v pobřežních vodách severní Evropy, občas se objevuje jako akvarijní ryba.

## Výskyt
Vyskytuje se v evropských vodách jmenovitě v evropské části Atlantského oceánu, Lamanšského průlivu, Bílého, Severního, Baltského a také Středozemního i Černého moře. Zavlečen rovněž k severoamerickému pobřeží Atlantského oceánu. Kdysi táhl proti proudu do evropských řek, dnes je ve sladké vodě vzácný. Vyskytoval se i v českém úseku Labe, úlovky byly zaznamenány v úseku Děčín až Roudnice, poslední z nich v roce 1914.

## Popis
Má nesouměrné diskové tělo velikosti dospělce 50–60 cm. Jako ostatní platýsi plave jednou stranou k mořskému dnu, v tomto případě stranou levou. Levé oko je přemístěno na svrchní (pravou) stranu hlavu ryby. Má malá ústa a drobné šupiny. Dolní čelist má delší než horní. Svrchní (pravá) strana těla má barvu od zelené po tmavě žlutou s červenými nebo hnědými tečkami, v závislosti na barvě mořského dna. Spodní strana, tzv. slepá strana, bývá bílá.

## Potrava
Plůdek se živí planktonem a larvami hmyzu, dospělí jedinci se živí plži a mlži s měkkými ulitami, červy, drobnými korýši a malými rybami. Jsou to noční živočichové.

## Vývoj
Samice klade od 100 000 do 2 000 000 jiker. Z nich se líhne 2–3 mm plůdek, který při dosažení délky 7 mm začne nabírat asymetrický tvar a při dosažení délky 1 cm již dojde k přemístění levého oka na pravou (horní) stranu hlavy. Dospělosti nabývá cca po 3 letech života, tře se v hloubce 30–300 m při teplotě vody 3–7 °C.
Např. v jižním Baltu má flundra v 8 letech střední délku 35 cm a hmotnost 600 g. Dožívá se 8 až 9 let.